# Piasecznik Duży
Piasecznik Duży (Piasecznik Wielki, Kizika, niem. Gross Petznik See) – jezioro bezodpływowe położone na północny wschód od Binowa (gmina Stare Czarnowo, powiat gryfiński, województwo zachodniopomorskie), w zachodniej części Pobrzeża Szczecińskiego w centralnej części Wzgórz Bukowych i Puszczy Bukowej.
Powierzchnia 14,8 ha.
Piasecznik Duży posiada silnie rozwiniętą linię brzegową o długości ok. 2,3 km. Brzegi płaskie odkryte, w znacznej części podmokłe, wokół nich liczne punkty widokowe (m.in. Piaseczna Góra). Przy północnym brzegu ośrodek wypoczynkowy. W pobliżu szlaki turystyczne:  Szlak Nadodrzański oraz  Szlak im. Stanisława Grońskiego. Równolegle stosowana nazwa Jezioro Kizika pochodzi prawdopodobnie od nazwiska pierwszego po 1945 roku właściciela zbiornika.